# Escravidão e catolicismo
A questão da escravidão foi tratada com preocupação pela Igreja Católica. A escravidão intensificou-se com a Descoberta da América com destaque para a escravidão no Haiti cujos impactos duram até pelo menos a primeira metade do Século XXI além da inicial escravidão indígena na Guatemala.
Apesar disso, em 13 de janeiro de 1435, o Papa Eugênio IV condenou formalmente a escravatura na encíclica Sicut dudum, cuja escravidão pelos portugueses foi reprovada sob pena de excomunhão. As bulas Romanus Pontifex e Dum diversas foram utilizadas como justificativas para a colonização. No seu breve apostólico Pastorale officium, de 29 de maio de 1537, o Papa Paulo III condenou a escravatura dos nativos da América. Em 22 de abril de 1639, Urbano VIII condenou a escravidão indígena sob domínio português com a bula Commissum Nobis.
Já em 1839, com a bula In supremo apostolatus, o Papa Gregório XVI condenou formalmente a escravidão africana, 49 anos antes da abolição da escravidão no Brasil. Tal bula reforçava uma carta endereçado por Bento XIV aos bispos do Brasil, em 1741, para que se condenasse tal prática.
Em 1888, o Papa Leão XIII enviou a princesa Isabel uma Rosa de Ouro, condecoração papal, em agradecimento a assinatura da Lei Áurea.

## História
Após o ano 313, quando Constantino legalizou o culto cristão no Império Romano, os ensinamentos da Igreja relativos à caridade e à justiça começaram a influenciar as leis e políticas romanas. O Papa Calisto I (r. 218–222) foi escravo em sua juventude.
O Papa Gregório I reconhecia a instituição da escravidão como parte do então sistema social e respeitava o direito dos senhores. Proibiu no sínodo a permissão irrestrita de escravos que fugissem de seu serviço com o pretexto de entrar em mosteiros, porém encorajava a conversão destes à vida monástica, ao mesmo tempo que orientava que os seus proprietários fossem reembolsados pelas perdas. Ele também foi zeloso na redenção dos cativos com seus próprios recursos e com os de outros, e com os fundos gerais da Igreja.
O clero católico, as ordens religiosas e os papas possuíam escravos, e as galeras navais dos Estados Papais deveriam usar escravos muçulmanos capturados, em particular. O ensino católico começou, no entanto, a voltar-se mais fortemente contra certas formas de escravatura a partir de 1435.
Quando a Era dos Descobrimentos aumentou enormemente o número de escravos pertencentes a cristãos, a resposta do clero, sob fortes pressões políticas, foi ineficaz na prevenção do estabelecimento de sociedades escravistas nas colónias dos países católicos. Bulas papais anteriores, como Dum diversas do Papa Nicolau V (1452) e Romanus Pontifex (1455) foram usadas para justificar a escravização dos nativos e a apropriação de suas terras durante esta época.
Vários papas emitiram bulas papais condenando a escravidão "injusta" (a escravidão "justa" ainda era aceita como forma de punição) e os maus-tratos aos nativos americanos pelos colonos espanhóis e portugueses; no entanto, estas foram amplamente ignoradas. Todavia, missionários católicos como os jesuítas trabalharam para aliviar o sofrimento dos escravos nativos americanos. O debate sobre a moralidade da escravidão continuou ao longo deste período, com alguns livros críticos da escravidão sendo colocados no Índice de Livros Proibidos. Os missionários capuchinhos foram excomungados por pedirem a emancipação dos escravos negros nas Américas, embora tenham sido posteriormente reintegrados quando o Santo Ofício sob o Papa Inocêncio XI ficou do lado deles, em vez do bispo que os excomungou.

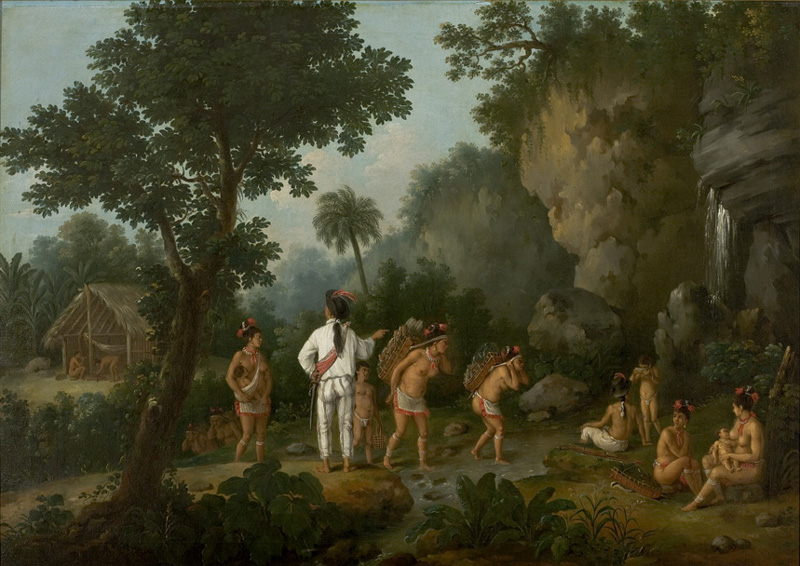
Bandeirante capturando índios.

O Papa Nicolau V autorizou a escravidão de sarracenos e pagãos, prisioneiros de conflitos com portugueses e espanhóis. Os escravizados não eram libertos mesmo quando eram batizados, algo que a Igreja orientava a se fazer. O liberal Joaquim Nabuco era um dos políticos do Império brasileiro que conciliava abolicionismo com anticlericalismo. Inicialmente parte do clero espanhol antes de Bartolomeu de las Casas apoiava a escravidão indígena de alguma maneira, muito da qual inspirada na jurisprudência islâmica da Dawa. O Papa Bento XIV, apesar de pedir aos bispos do Brasil a abolição, orientou que os escravos fossem “bem tratados” , revogando uma concessão do Papa Inocêncio IV, no século XIII, que permitia legalmente o uso de tortura em países católicos contra escravos, que na época eram escravos de conflitos com muçulmanos. Diversos Papas emitiram bulas contra a escravidão.

## Ensino Católico
Uma explicação do Catecismo da doutrina cristã de Baltimore, usado para ensinar a fé Católica na América do Norte de 1885 a 1960, detalha a seguinte explicação do segundo mistério doloroso do rosário:

(2) A flagelação de Nosso Senhor na coluna. Isso também foi explicado. Que terrível crueldade existia no mundo antes do Cristianismo! Em nossos tempos, os animais brutos têm mais proteção contra tratamentos cruéis do que os escravos pagãos tinham então. A Igreja veio em seu auxílio. Ensinou que todos os homens são filhos de Deus, que tanto os escravos como os senhores foram redimidos por Jesus Cristo e que os senhores devem ser gentis e justos com seus escravos. Muitos convertidos do paganismo por amor a Nosso Senhor e a este ensinamento da Igreja, concederam liberdade aos seus escravos; e assim, à medida que a civilização se espalhava com o ensino do Cristianismo, a escravidão deixou de existir. Contudo, não estava nas mãos da Igreja abolir a escravatura em todo o lado, mas ela fê-lo assim que pôde. Mesmo actualmente, ela está a lutar arduamente para proteger os negros pobres de África contra ela, ou pelo menos para moderar a sua crueldade
O Catecismo da Igreja Católica publicado em 1994 expôs a sua posição atual e oficial sobre o assunto:
O Sétimo Mandamento proíbe atos ou empreendimentos que... conduzam à escravização dos seres humanos, à sua compra, venda e troca como mercadoria, em desrespeito pela sua dignidade pessoal. É um pecado contra a dignidade das pessoas e os seus direitos fundamentais reduzi-las pela violência ao seu valor produtivo ou a uma fonte de lucro. São Paulo orientou um senhor cristão a tratar seu escravo cristão "não mais como um escravo, mas mais que um escravo, como um irmão amado... tanto na carne como no Senhor".

### Desenvolvimento
A partir da Idade Média, a compreensão cristã da escravatura refletiu conflitos internos significativos e sofreu mudanças. Em última análise, o conceito de escravatura como propriedade privada foi condenado pela Igreja, que a classificou como um roubo dos direitos humanos, um conceito do liberalismo clássico que dominou a maior parte do mundo ocidental durante o século XIX.  No entanto, a Igreja deste período nunca considerou a escravatura como intrinsecamente má.

### Definições
A Igreja católica às vezes distinguia entre várias formas e elementos de “escravidão”. Estas consideravam a produção de escravos, ou "nova escravização", o tráfico e o comércio, e a propriedade. Foi feita uma distinção entre escravidão "justa" e "injusta", e se um determinado escravo era mantido "justamente" ou "injustamente" nessa condição pode depender do status religioso. A instituição aceitou durante muito tempo o direito de vender a si mesmo ou aos seus filhos, por vezes bastante comum, ou de ser condenado à escravatura como punição aos criminosos. A escravidão foi considerada por muito tempo como uma questão secular.
A Igreja contrastou isso com a "servidão justa", fazendo uma distinção metafísica entre possuir uma pessoa como um objeto e possuir o produto do trabalho dessa pessoa. Uma pessoa poderia ser comprada, vendida ou trocada como uma forma de "servidão justa", sujeita a certas condições. A escravidão por dívida era uma questão legalmente diferente tanto nos sistemas jurídicos pré-cristãos como nos cristãos; poderia ser por um período específico e o proprietário normalmente não tinha o direito de vender o escravo sem a sua opinião, juntamente com outras restrições.   Isto poderia ser melhor denominado como uma espécie de contrato de trabalho. Os sistemas jurídicos antigos incluíam trechos do Antigo Testamento, que também diferenciam entre escravos nativos e estrangeiros, com os primeiros citados tendo uma melhor proteção. Esta distinção foi aplicada também sobre escravos cristãos versus escravos não-cristãos, por vezes com uma componente de origem, por exemplo nas leis anglo-saxões. Continuou importante no pensamento cristão e nos sistemas jurídicos. A igreja cristã concedia batismo aos escravos. Isto tendia a refletir-se nas leis da escravatura em países católicos, os escravos franceses, por exemplo, eram autorizados a casar com outros escravos e até pessoas livres, embora nem o batismo nem o casamento os libertasse.
O leigo católico Cochin, revisando os argumentos morais que sustentavam o ensino da Igreja e as definições relativas à escravidão "justa", escreveu em 1861:
Ensinam sobre a escravidão o que foi ensinado ontem e anteontem, mas no que hoje nenhum padre ou leigo acredita mais. Ensinam que a escravatura não é ilegal, em primeiro lugar, quando resulta de uma guerra legítima ou de uma venda voluntária; em segundo lugar, desde que respeite a alma, o corpo, a família e a instrução do escravo. Mas desafio qualquer um a mostrar-me hoje, em todo o cristianismo, um único escravo que se tornou prisioneiro de guerra ou através de venda voluntária, para não falar da maneira como é tratado.

Em 1530, os primeiros juízes de tribunal da Nova Espanha, contestaram que o tratamento dado a escravos pelos europeus era diferente dos indígenas, numa carta a Carlos V: “eles [os nativos] tratam os escravos como parentes, enquanto nós cristãos os tratamos como cães”.